# Roche-à-Frêne
Pour les articles homonymes, voir Frêne (homonymie).
Roche-à-Frêne est un hameau de l'Ardenne belge au bord de l'Aisne, dans le nord de la province de Luxembourg, en Belgique. Hameau du village de Harre il fait aujourd'hui partie la commune de Manhay (Région wallonne de Belgique). Avant la fusion des communes de 1977, Roche-à-Frêne faisait partie de la commune de Harre.
Ce hameau ardennais se trouve à 7 km à l'est de Bomal et de la vallée de l'Ourthe et à 8 km à l'ouest de la sortie 48 bis de l'autoroute E 25 Liège-Luxembourg.

## Patrimoine
- Roche-à-Frêne doit son nom aux rochers particuliers de l'endroit. De formes fantastiques et semblant défier la pesanteur, ces rochers composés de poudingue dominent la rive droite de l'Aisne. Ils sont divisés en trois parties : la tranche amont, la tranche centrale et la tranche aval[1].

## Sources et liens externes
- INFOS -ESCALADE  http://echosrochassiers.blogspot.com/2018/06/la-roche-frene.html